# Pseudo Echo
Pseudo Echo là một ban nhạc làn sóng mới Úc được thành lập vào năm 1982 tại Melbourne, Victoria. Đội hình ban đầu bao gồm Brian Canham (hát, guitar và keyboard), Pierre Gigliotti (vai Pierre Pierre) (guitar bass, keyboard), Tony Lugton (guitar và keyboard) và Anthony Argiro (trống). Một đội hình sau này bao gồm James Leigh (keyboard) và anh trai của anh, Vince Leigh (trống). Trong những năm 1980, Pseudo Echo đã đứng đầu Úc   20 bản hit với "Listening", "A Beat for You", "Don't Go", "Love an Adventure", "Living in a Dream" và bản cover " Funky Town " (của Lipps Inc.), đứng đầu bảng xếp hạng năm 1986. Năm 1987, nó đứng đầu bảng xếp hạng ở Canada và New Zealand, đứng thứ 6 ở Hoa Kỳ và thứ 8 ở Vương quốc Anh.
Ban nhạc đã phát hành album đầu tay, Autumnal Park, vào năm 1984, đạt đỉnh ở vị trí thứ 11 trên Báo cáo âm nhạc Kent của Úc. Album Love an Adventure tiếp theo ra đời vào năm 1985 và đạt đến vị trí thứ 14. Album thứ ba của họ, Race (1988), đạt vị trí 18 và đến năm 1990 nhóm nhạc tan rã. Họ đã tái hợp vào năm 1998 và phát hành album Teleporter vào năm 2000. Nhà sử học nhạc rock người Úc Ian McFarlane tuyên bố họ "kết hợp quần áo flash, kiểu tóc bồng bềnh, sự phấn khích trẻ trung và synth-pop dễ tiếp cận để đến với sự kết hợp chiến thắng... và tìm thấy khán giả trong đám đông những thanh thiếu niên luôn dõi theo từng bước của ban nhạc ".